# Вехов, Иван Иосифович
Иван Иосифович Вехов (1912—1998) — участник Великой Отечественной войны, командир орудия 1037-го артиллерийского полка (203-я стрелковая дивизия, 53-я армия, 2-й Украинский фронт), сержант. Герой Советского Союза.

## Биография
Родился 31 мая (13 июня по новому стилю) 1912 года в с. Петропавловское (по другим данным — в с. Новогригорьевское) Российской империи, ныне Арзгирского района Ставропольского края, в семье крестьянина. Русский.
Окончил 4 класса. Работал комбайнёром.
В Красной Армии с 1942 года, в действующей армии — с июля 1942. Его боевой путь начался в 1942 году под Сталинградом. Освобождал Днепропетровск. Прошёл военными дорогами Румынию и Венгрию.
Член ВКП(б)/КПСС с 1944 года.
Командир орудия 1037-го артиллерийского полка сержант Иван Вехов 25 сентября 1944 года при отражении контратаки в районе сёл Элек и Кетедьхаза (15 км юго-восточнее г. Бекешчаба, Венгрия) вступил в бой с 4 вражескими танками, из которых подбил 2, остальные повернули обратно. В ночь на 26 сентября в составе батареи отражал атаку 25 танков с пехотой. Подпустил их на прямой выстрел и поразил 4 машины. Когда часть танков стала обходить огневую позицию с фланга, развернул орудие и подбил еще 2 танка. В рукопашной схватке Вехов в составе расчёта уничтожил 25 гитлеровцев и 18 захватил в плен.
Участник Парада Победы 24 июня 1945 года в Москве на Красной площади.
После войны старшина Иван Вехов был демобилизован. Живл в г. Георгиевске Ставропольского края. Работая механизатором в колхозе Александрийском, он в первый же послевоенный год получил звание «Почётный колхозник». Затем работал шофёром автобуса.
Умер в Георгиевске в 1998 году.

## Награды
- Звание Героя Советского Союза присвоено 24 марта 1945 года[4].
- Награждён орденами Ленина, Октябрьской Революции, Отечественной войны 1 степени, двумя орденами Красной Звезды и орденом Славы 3 степени, а также медалями, в числе которых «За оборону Сталинграда» и «За отвагу».

## Память
- Одна из школ в станицы Александрийской Георгиевского района названа в честь Героя.
- В 2005 году в Георгиевске на доме, в котором жил Герой Советского Союза, установлена мемориальная доска[1].
- Также, одна из улиц в г. Георгиевске носит его имя.